# Gibão (roupa)

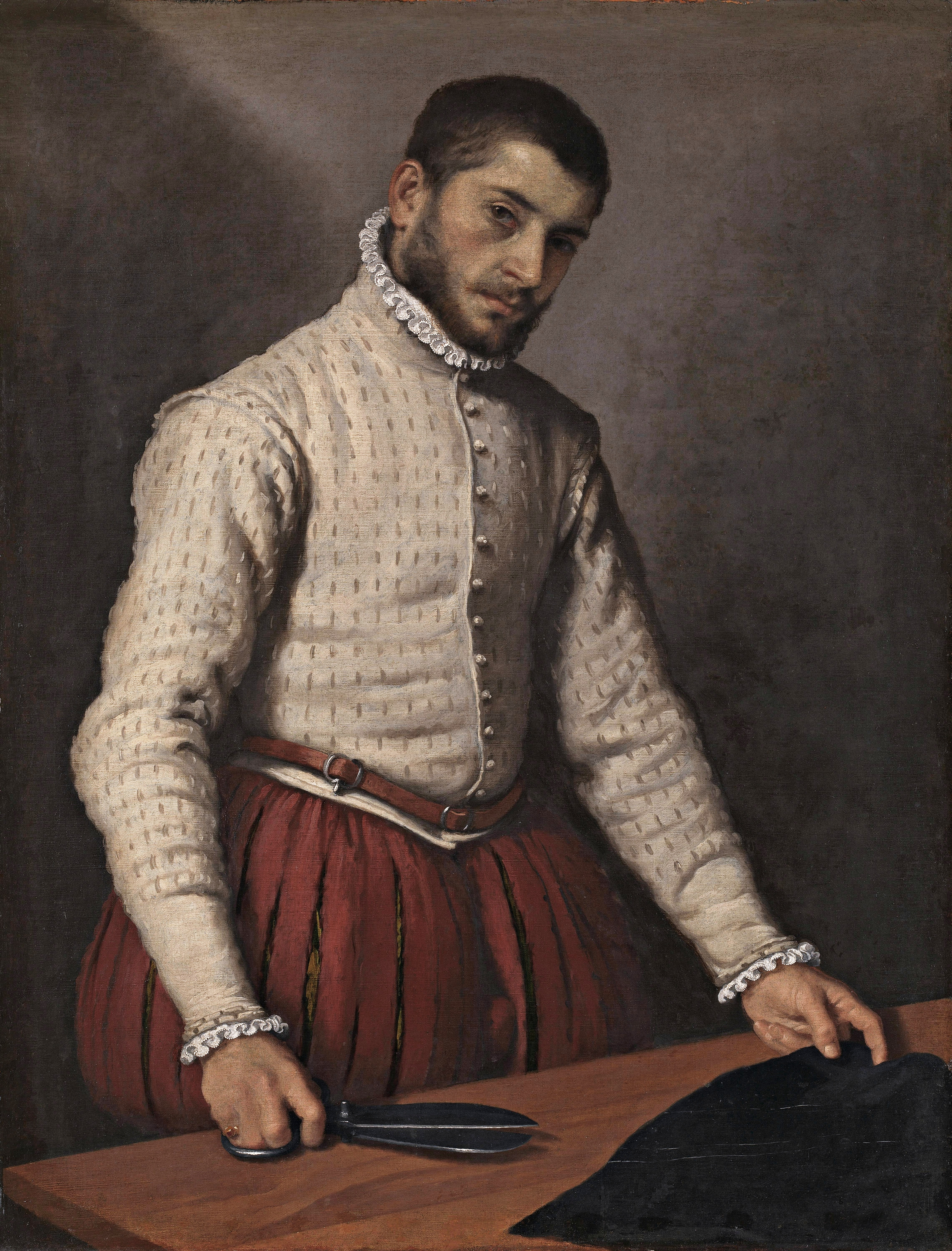
Um costureiro usando um gibão. 1570.

Um gibão (derivado do Italiano: giubbetta) é uma jaqueta de ajuste confortável que é moldada ao corpo do homem. Essa roupa começou a ser usada na Espanha e se espalhou para o resto da Europa Ocidental, desde o final da Idade Média até meados do século XVII. O gibão era na altura do quadril ou na cintura e usado sobre a camisa. Até o final do século XV era comum se usar outra camada de roupa sobre o gibão, como vestido, manto ou túnica.
Originalmente, era um mero forro costurado e acolchoado (double), usado por baixo de uma cota de malha ou couraça para evitar contusões e atrito. Os gibões às vezes eram abertos até a cintura em um V profundo. As bordas podiam ser deixadas livres ou amarradas na frente da camisa. Se sobrasse espaço, poderia ser preenchido com uma estomaqueira. Na década de 1520, as bordas do gibão se encontravam com mais frequência na parte central. Então, como muitos outros itens originalmente práticos na história da moda masculina, a partir do final do século XV, tornou-se enfeitado o suficiente para ser usado sem uma cobertura por cima.

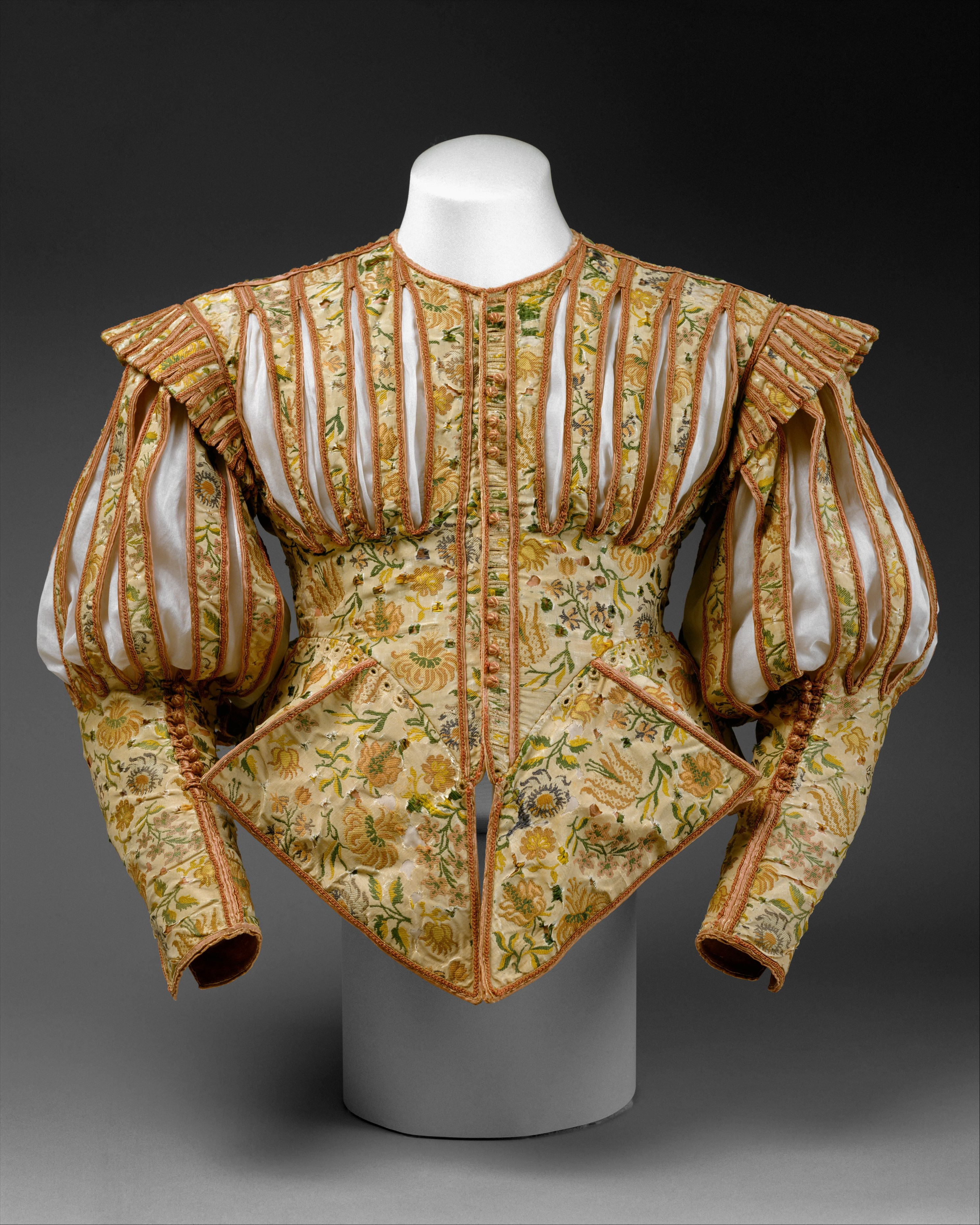
Um gibão de 1620.

Ao longo dos 300 anos de uso, o gibão serviu ao mesmo propósito: dar forma e acolchoamento elegantes ao corpo, servir de suporte para prender as calças fornecendo laços e fornecer calor ao corpo. As únicas coisas que mudaram no gibão ao longo de sua história foram seu estilo e corte.
No século XVII, os gibões eram de cintura curta. Uma manga típica desse período era cheia e cortada para mostrar a camisa por baixo; um estilo posterior era cheio e com painéis ou cortado logo abaixo do cotovelo e justo abaixo. Pontos de fita decorativos foram puxados através de ilhós nas calças e na cintura do gibão para manter as calças no lugar, e foram amarrados em laços elaborados.

O gibão saiu fora de moda em meados do século 17, quando Luís XIV da França e Carlos II da Inglaterra estabeleceram um traje de corte para homens consistindo de um casaco comprido, um colete, uma gravata, calções e perucas - o ancestral de o terno moderno.

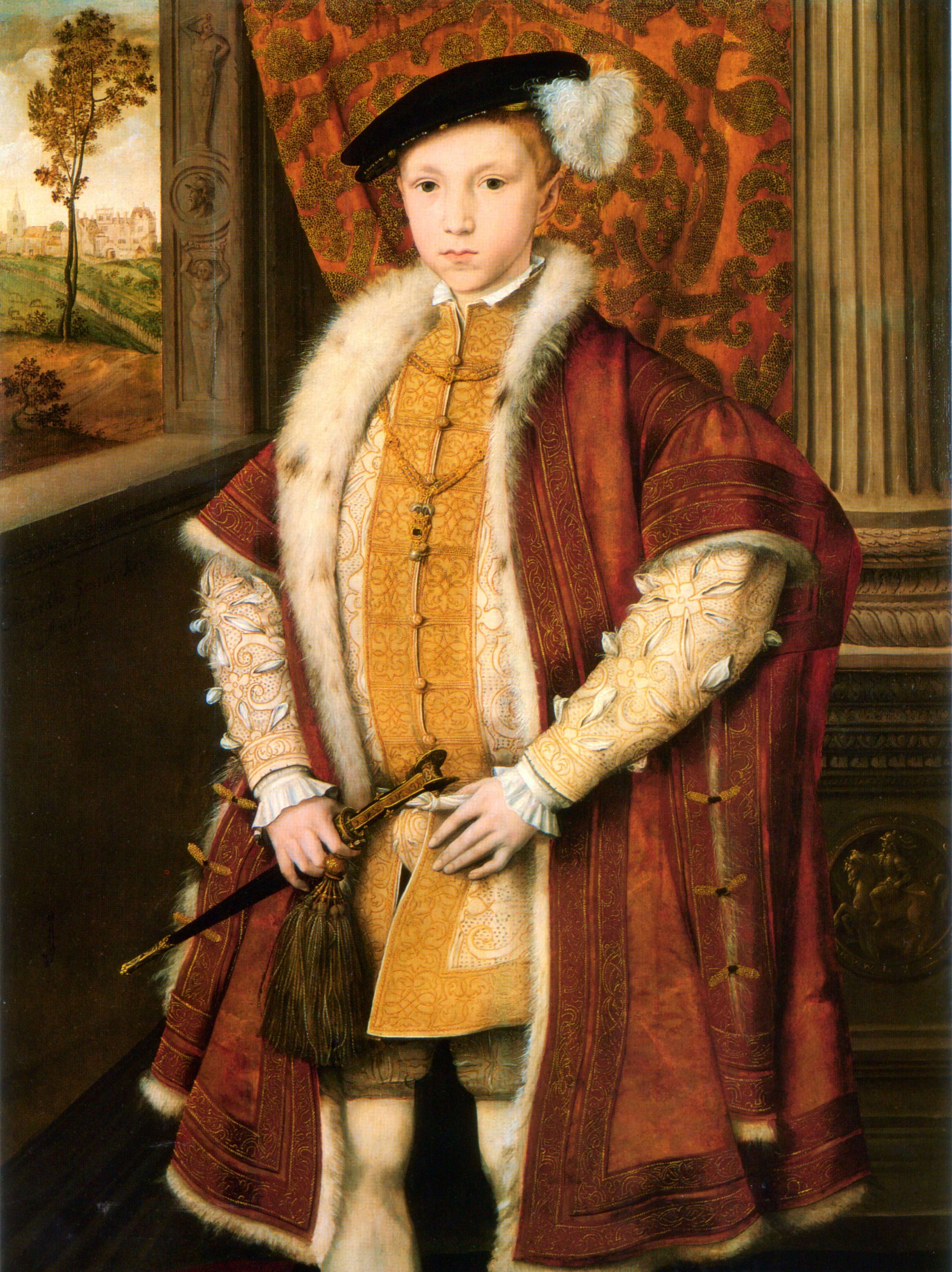
Eduardo VI da Inglaterra usando um gibão comprido com um manto vermelho. 1546.
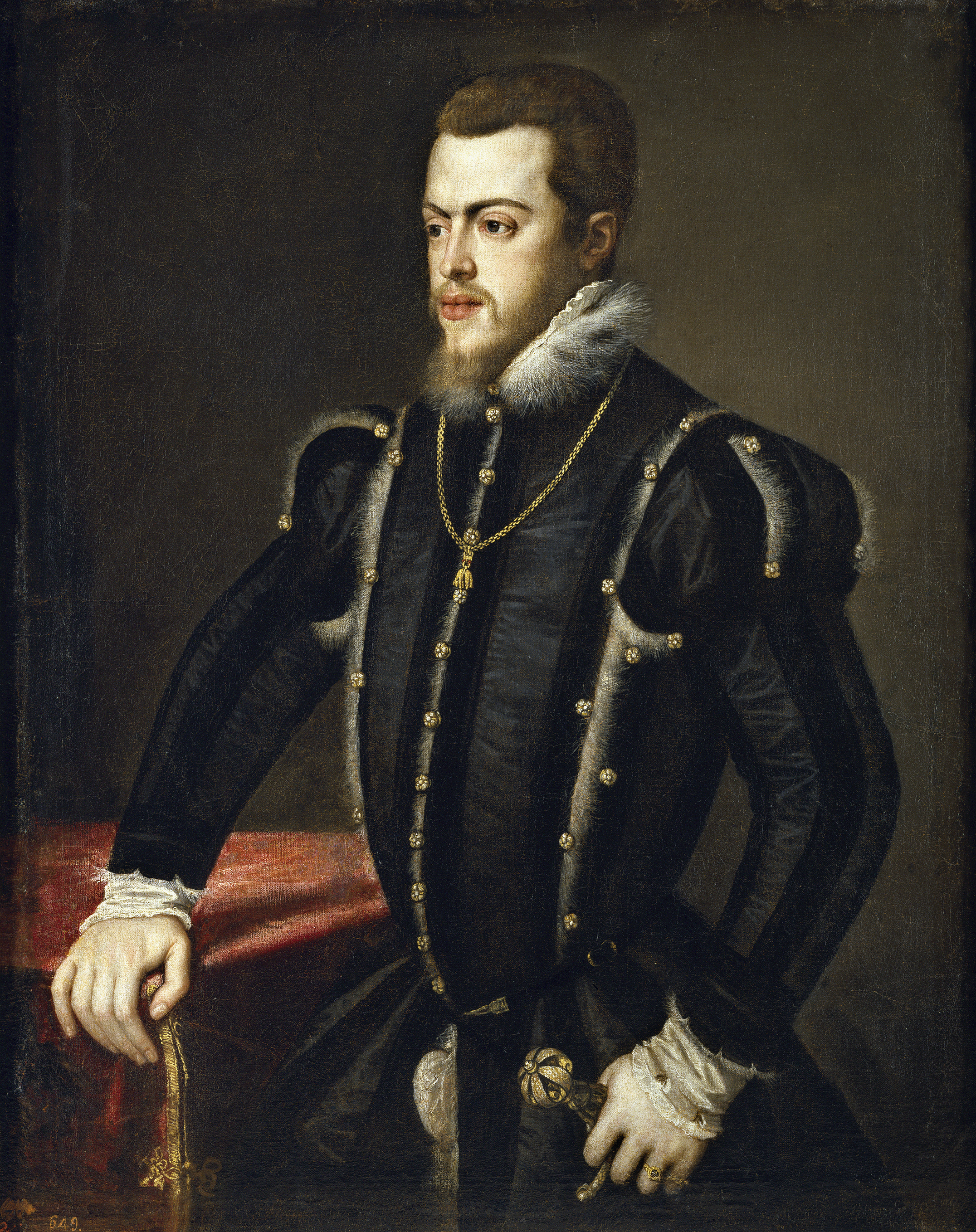
Felipe II da Espanha usando um gibão preto. 1550
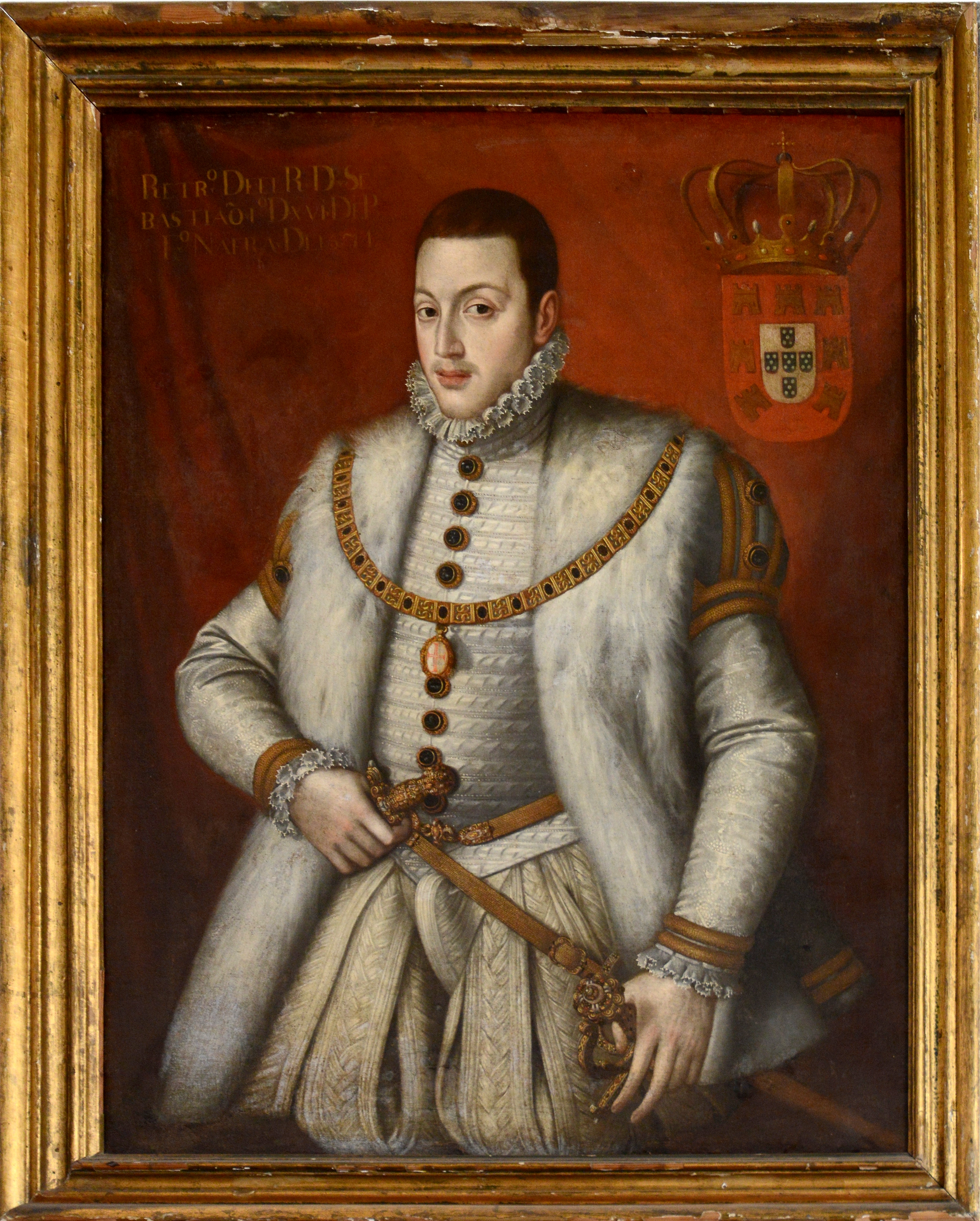
Rei D. Sebastião I de Portugal usando um gibão Branco com manto de pele. 1568.
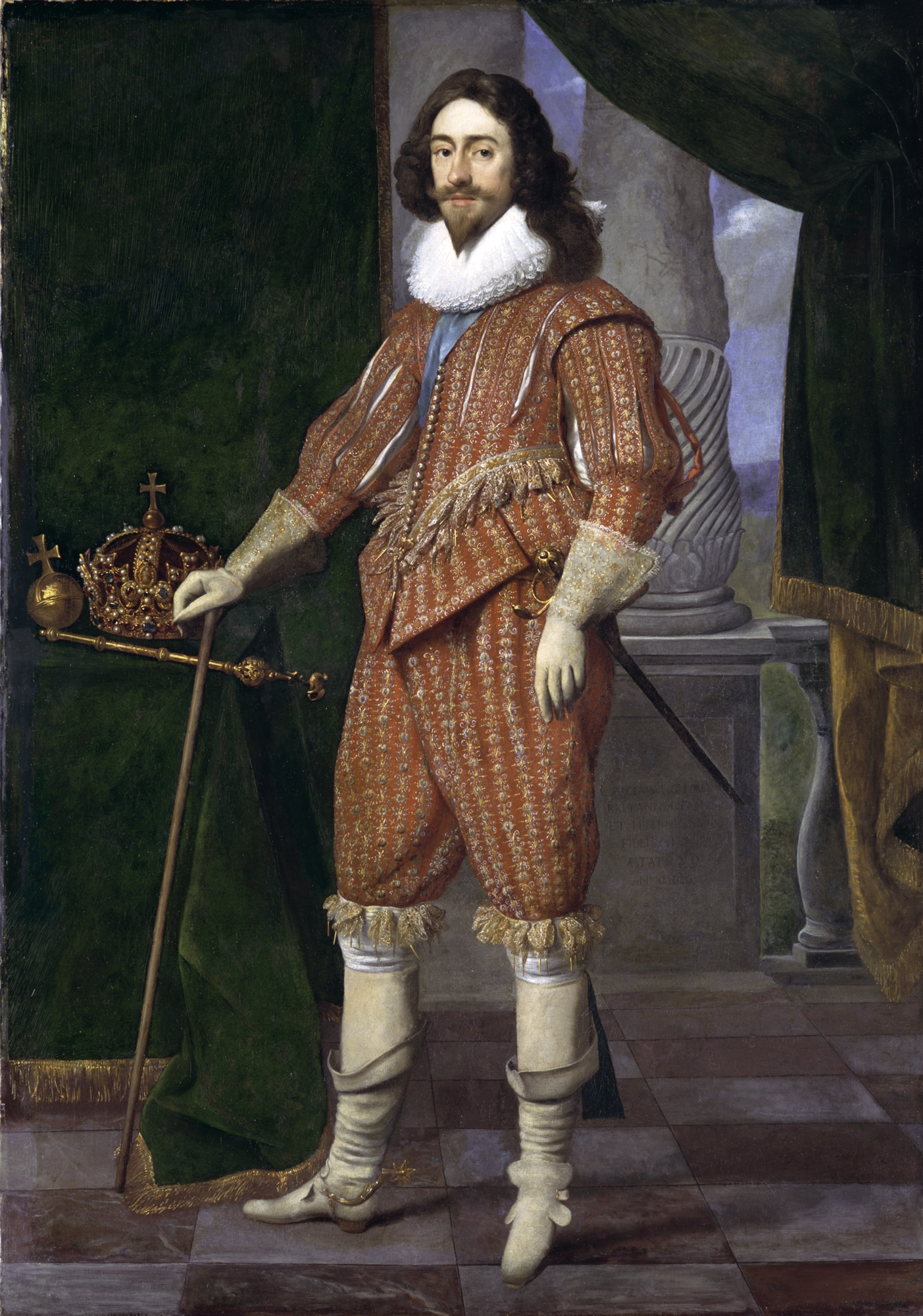
Carlos I da Inglaterra. 1629.
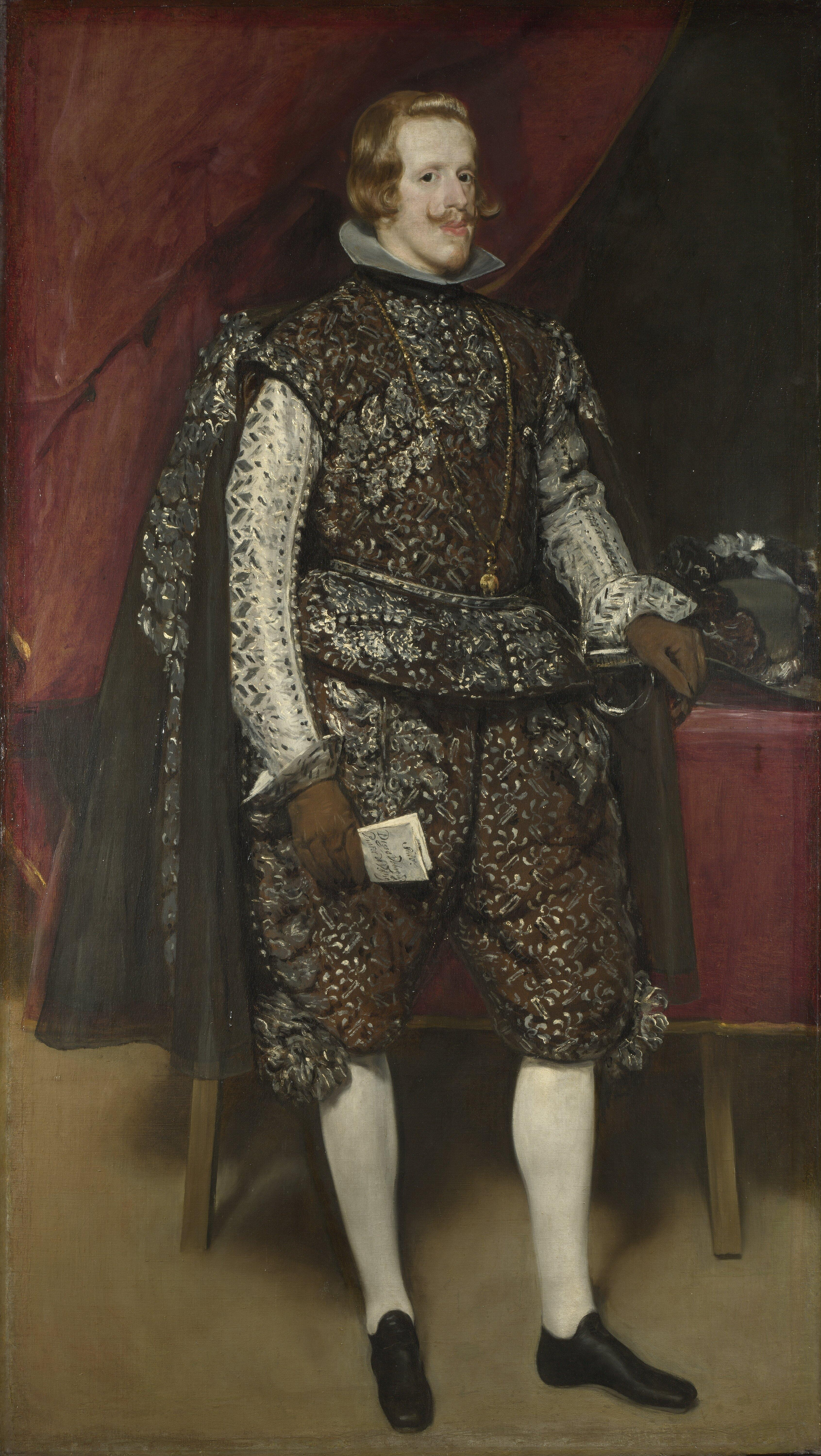
Felipe IV da Espanha. 1634.